# Mazeirat
Mazeirat är en kommun i departementet Creuse i regionen Nouvelle-Aquitaine i de centrala delarna av Frankrike. Kommunen ligger i kantonen Ahun som tillhör arrondissementet Guéret. År 2022 hade Mazeirat 123 invånare.

## Befolkningsutveckling
Antalet invånare i kommunen Mazeirat
Referens:INSEE